# Aspilota kozyrevskii
Aspilota kozyrevskii är en stekelart som beskrevs av Sergey A. Belokobylskij 2007. Aspilota kozyrevskii ingår i släktet Aspilota och familjen bracksteklar. Inga underarter finns listade.